# 布兰科斯
布兰科斯（西班牙語：Blancos），是西班牙加利西亚自治区奥伦塞省的一个市镇。总面积48平方公里，总人口1190人（2001年），人口密度25人/平方公里。